# زاك دريك
زاك دريك هو لاعب كرة قدم كندي في مركزي ظهير ‏ والدفاع، ولد في 2 سبتمبر 1991 في أوتاوا في كندا. لعب مع نادي لاس فيغاس لايتس.

## وصلات خارجية
- زاك دريك على موقع قاعدة بيانات كرة القدم.إي يو (الإنجليزية)
- زاك دريك على موقع Soccerway.com (الإنجليزية)